# Xanthocephalum eradiatum
Xanthocephalum eradiatum là một loài thực vật có hoa trong họ Cúc. Loài này được (M.A.Lane) G.L.Nesom miêu tả khoa học đầu tiên năm 1989.